# Stadswallen van York

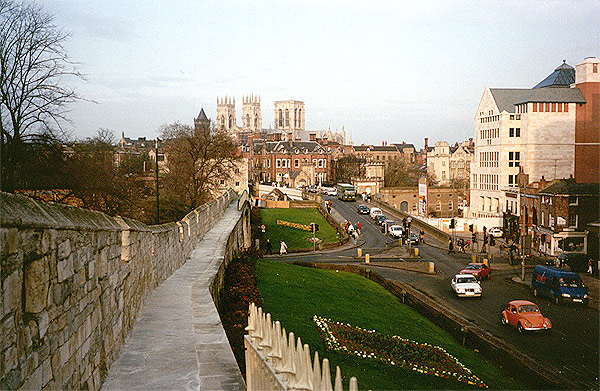

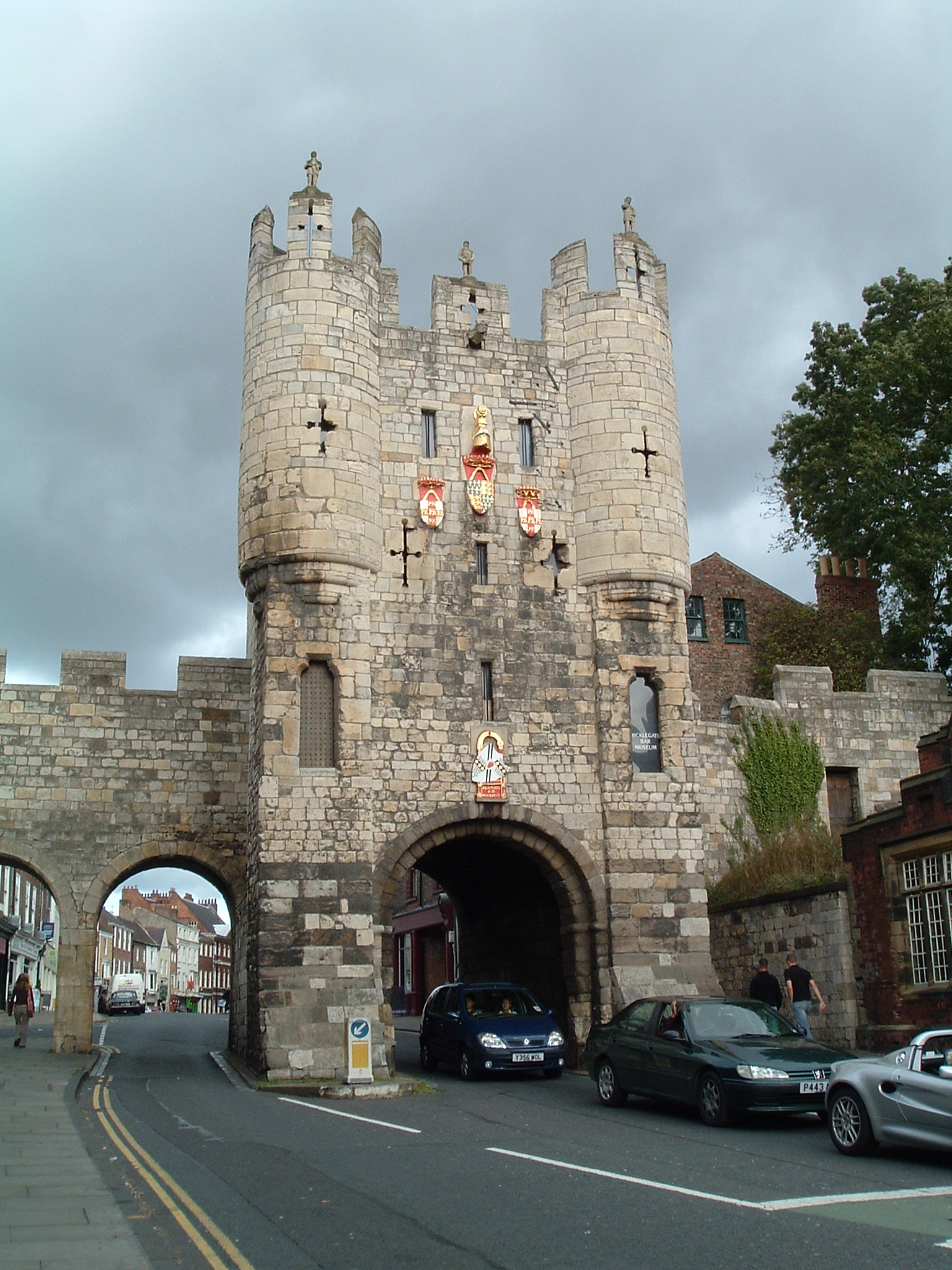

De stadswallen van York (Engels: York City walls) zijn de stadsmuren om de Engelse stad York. York is ommuurd sinds de Romeinse tijd (jaar 71). De stadsmuren zijn 4 meter hoog en 1,8 meter breed; het zijn de langste stadswallen in Engeland. In de stadsmuren zijn verschillende torens gebouwd en ook 4 poorten of bars, waar tol werd geheven (Bootham Bar, Monk Bar, Walmgate Bar, Micklegate Bar).